# Farmos
Farmos là một thị trấn thuộc hạt Pest, Hungary. Thị trấn này có diện tích 40,12 km², dân số năm 2010 là 3693 người, mật độ 92 người/km².